# Гольциус и Пеликанья компания
«Гольциус и Пеликанья компания» (англ. Goltzius and the Pelican Company) — полнометражный фильм Питера Гринуэя. Премьерный показ состоялся 30 сентября 2012 года на Нидерландском кинофестивале. Согласно «персональной мифологии» Питера Гринуэя, фильм поставлен по сценарию Тульса Люпера, написанному в Москве в 1950 году. Фильм рассказывает о серии работ голландского художника XVI-XVII вв. Хендрика Гольциуса на библейские и античные сюжеты.

## Сюжет

Хендрик Гольциус «Грехопадение» (1616)

Зимой 1590 года в Кольмаре голландский типограф и гравёр Хендрик Гольциус обращается к маркизу Эльзасскому с просьбой о выделении средств на создание типографии, которая будет издавать иллюстрированные книги. Гольциус считает, что первые две книги, которые выйдут из-под печатного станка, следует преподнести Маркизу и его свите. Этими книгами должны стать иллюстрированное издание Ветхого Завета, содержащее шесть историй с эротическим содержанием, и иллюстрированное издание Метаморфоз Овидия, содержащее историю измен Юпитера.
Чтобы ещё сильнее прельстить Маркиза, Гольциус и его типографские работники готовятся поставить перед свитой Маркиза серию спектаклей по этим эротическим рассказам. Маркиз, человек, известный широтой взглядов, просвещённый, гордящийся своей религиозной и культурной терпимостью, владелец большой библиотеки, интересующийся книгами и новыми технологиями печати, поддаётся искушению Гольциуса. В присутствии свидетелей Маркиз заявляет, что возместит производственные затраты Гольциуса и компании при условии, что те будут держать его в состоянии распалённом и взволнованном.
Гольциус и его Пеликанья компания печатных мастеров с их жёнами и любовницами из театрального мира приступают к работе.
Первая пьеса основана на рассказе Книги Бытия об Адаме и Еве — о создании Господом Адама, о создании Евы, о дьявольском искушении и о том, как Ева убедила Адама вкусить яблоко. Зрителями спектакля становятся узкий круг семьи и свиты Маркиза и группа представителей различных религиозных верований: католический священник, протестант-кальвинист и еврей-раввин. Спектакль сопровождается хитроумными и впечатляющими эффектами: Господь и ангелы, Дьявол и дерево познания, чудеса Эдемского сада и завершающее изгнание Адама и Евы из сада со снежной бурей, врывающейся во дворец. Публика удивлена, поражена и очарована откровенностью и волшебством действа, представители церквей бросаются в жаркий спор о вопросах художественного представления Бога, а довольный Маркиз раззадорен игрой Евы — актрисы Сусанны, перед которой открывается перспектива покинуть сцену, став любовницей Маркиза.

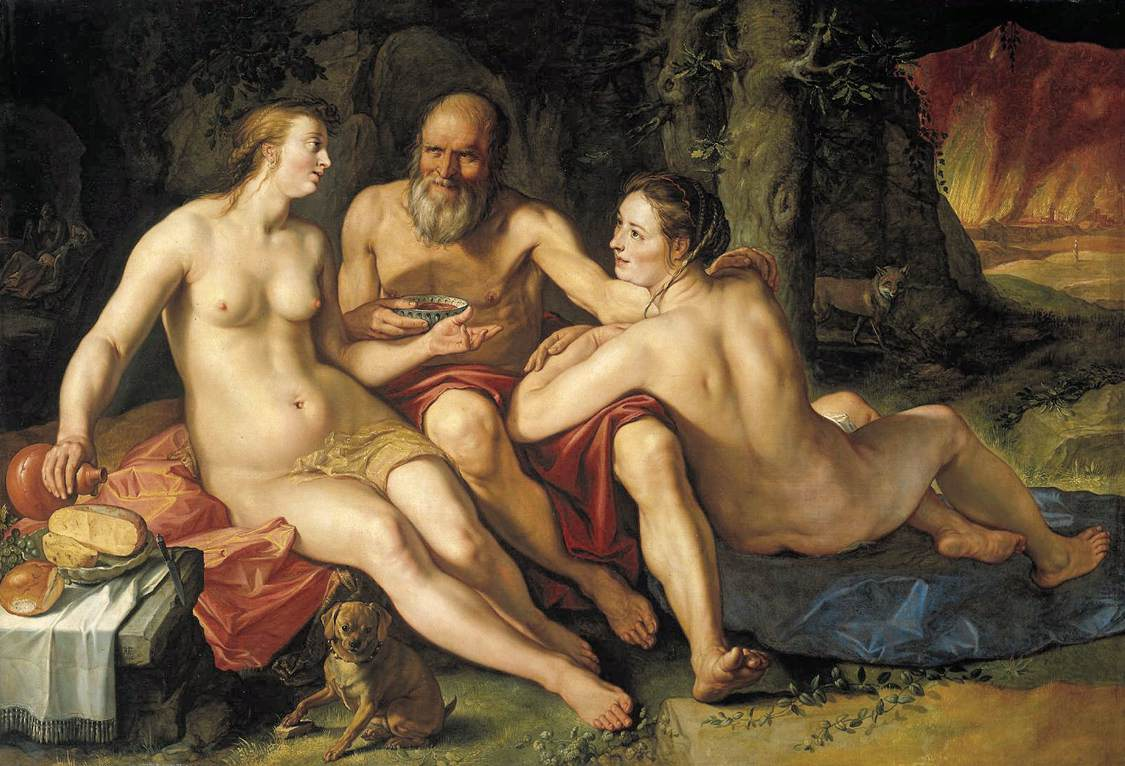
Хендрик Гольциус «Лот и его дочери» (1616)

Вторая пьеса Гольциуса рассказывает историю Лота и его дочерей. Чтобы изобразить горящие Содом и Гоморру, Пеликанья компания ставит пьесу в дворцовой котельной. Превращение жены Лота в соляной столп повторено в точности. Непосредственность драматизации глубоко возмущает свиту и священнослужителей, которые обвиняют Гольциуса в богохульстве и велят арестовать Боэция, драматурга Пеликаньей компании. Тот находчиво парирует, умело аргументируя обоснованность инсценировки, намекая, если не вовсе на атеистические взгляды, то на свою принадлежность к анабаптизму. Между тем, разгорячившийся Маркиз проникается страстью к Адэйле — актрисе, игравшей вторую дочь Лота, любовнице Боэция, тем самым вызвав жгучую ревность актрисы Сусанны.
Третье драматическое подношение Гольциуса — история Давида и Вирсавии. Боэций бросает вызов маркизовой свите и духовенству с его ветхозаветным лицемерием. Маркиз, которому нетерпится убрать драматурга с дороги и провести ночь с его женой, даёт согласие на арест Боэция по обвинению в ереси.

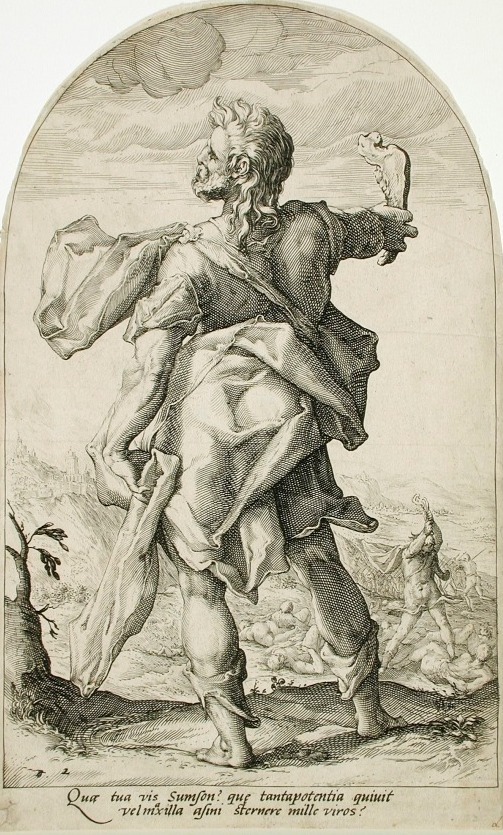
«Самсон». Гравюра Якова Матхама по рисунку Гольциуса.

Пеликанья компания, понёсшая потери, но намеренная продолжать, упрашивает Боэция написать в тюремной камере четвёртую пьесу. Так они ставят ветхозаветную историю о жене Потифара — властной супруге египетского царедворца, пытающейся соблазнить сопротивляющегося Иосифа, которого играет младший брат Маркиза. Идея унизить Маркиза, унизив на сцене его брата, принадлежит Гольциусу и должна помочь вынудить Маркиза выпустить Боэция на волю.
Пятая история Гольциуса — это ветхозаветный рассказ о Далиле, обольстившей Самсона. Сыграть Самсона уговаривают высокого и крепко сложенного еврея-раввина, чья непреклонность ослабевает, когда пару по сцене ему составляет актриса, игравшая жену Потифара и своим появлением заставляющая раввина трепетать. История Самсона и Далилы заканчивается сценой, где от Самсона отступает сила и в которой раввину сбривают все волосы на теле. Обезумевший раввин яростно и мстительно обличает перед Маркизом кальвиниста, искушающего брата его сиятельства, и, будто пародируя историю Самсона и Далилы, обрушивает павильон Пеликаньей компании.
В надежде на освобождение своего возлюбленного, любовница Боэция соглашается исполнить чувственную роль Саломеи в новозаветном рассказе о смерти Иоанна Крестителя, играть Ирода в котором соизволил Маркиз, при условии, что Иоанна сыграет Боэций. В ходе спектакля она публично стыдит Маркиза и прямо на сцене предаётся перед ним любовным ласкам с Боэцием. В приступе неодолимой ревности и следуя библейскому тексту, Маркиз, играя Ирода, приказывает отсечь голову Иоанну Крестителю, которого играет Боэций. Но происходит это не как сценическое изображение, а на самом деле, и Боэция обезглавливают.
Оцепенение спадает, Маркиз затаивается. Его католический представитель откупается от Гольциуса и Пеликаньей компании, подписывая контракт на финансирование типографии. Компанию поспешно, в метель, выдворяют из Кольмара. В карете, по дороге на юг, в Италию, возлюбленная Боэция разворачивает свёрток с украденной ею окровавленной головой Боэция, которую она пылко гладит и целует. Экипаж стремительно врывается в тёмный туннель в Альпах. Гольциус везёт Пеликанью компанию в Италию.

## Актёрский состав
Первоначально исполнителями основных ролей Гринуэй видел Джона Малковича, Рэйфа Файнса, Изабель Юппер и Кевина Спейси. Об участии Малковича объявлялось в том числе официально, но, в конце концов, никто из этих актёров не принял участие в фильме.
До поры до времени имена актёров, прошедших кастинг, не назывались, но в марте 2011 года стало известно, что одну из главных ролей играет голландский поэт-лауреат, прозаик, драматург и актёр наполовину голландского, наполовину палестинского происхождения Рамси Наср. На сайте актёра было объявлено, что он играет роль английского драматурга Томаса Боэция — по-видимому, Гринуэя привлёк тот факт, что и Наср, и Боэций являются драматургами и известны своими громкими заявлениями. Но в начале лета на IMDb сообщается, что Гринуэй отдал актёру роль Хендрика Гольциуса.
14 июля, незадолго до начала съёмок, Гринуэй провёл в Италии кастинг недостающих актёров, по результатам которого роль Боэция была отдана итальянскому актёру Джулио Беррути, а роль Эдуарда, племянника Гольциуса, — также итальянцу Флавио Паренти. В тот же день на IMDb объявлено, что нидерландская актриса Халина Рейн играет героиню по имени Порция. Несколько дней спустя сообщается, что французская актриса Кейт Моран играет Адэйлу, любовницу Боэция.
Роль Сэмюэла ван Гауда — персонажа, появляющегося в фильме в образах Бога и Сатаны, была отдана итальянскому театральному режиссёру Пиппо Дельбоно. Такой выбор наглядно иллюстрирует идею Гринуэя о создании намеренной переклички между образом персонажа и образом исполняющего его актёра.
- Хендрик Гольциус / Hendrick Goltzius — Рамси Наср / Ramsey Nasr
- Маркиз Эльзасский / The Margrave of Alsace — Ф. Мюррей Абрахам / F. Murray Abraham

Пеликанья компания:
- Томас Боэций, драматург / Thomas Boethius — Джулио Беррути / Giulio Berruti
- Адэйла, возлюбленная Боэция / Adaela — Кейт Моран / Kate Moran
- Эдуард Ганза, юный племянник Гольциуса, рисовальщик / Eduard Hansa — Флавио Паренти / Flavio Parenti
- Сусанна / Susannah — Анна Луиза Хассинг / Anne Louise Hassing
- Стрейчи / Strachey — Хендрик Артс / Hendrik Aerts
- Амос Кводфри, печатник и глава мастерской / Amos Quadfrey — Ларс Айдингер
- Порция, бездетная жена Кводфри, костюмерша / Portia — Халина Рейн
- Сэмюэл ван Гауда, актёр и печатник / Samuel van Gouda — Пиппо Дельбоно / Pippo Delbono

Окружение Маркиза:
- Айседора, жена Маркиза / Isadora — Альба Рорвахер / Alba Rohrwacher и Майке Нёвилле / Maaike Neuville
- София, любовница Маркиза / Sophia — Трюус де Бур / Truus de Boer
- Мария, мать Маркиза / Marie — Нада Абрус / Nada Abrus
- Эбола Гойал, нянька Маркиза / Ebola Goyal — Лизетт Малидор / Lisette Malidor
- Иоаким, младший брат Маркиза / Joachim — Ведран Живолич / Vedran Živolić
- Кардинал Рикардо дель Монте, дядя Маркиза / Ricardo del Monte — Винсент Риотта / Vincent Riotta
- Раввин Моав / Rabbi Moab — Франческо Де Вито / Francesco De Vito
- Иоганнес Кливер, протестант-кальвинист / Johannes Cleaver — Стефано Скерини / Stefano Scherini

В остальных ролях снялись хорватские актёры Катя Зубчич (Katja Zubčić), Борис Бакал (Boris Bakal), Горан Богдан (Goran Bogdan), Энес Вейзович (Enes Vejzović), Горан Гргич (Goran Grgić), Душко Валентич (Duško Valentić), Милан Плештина (Milan Pleština), Твртко Юрич (Tvrtko Jurić) и Самир Вуйчич (Samir Vujčić).
Как и в других своих работах, в «Гольциусе» Гринуэй даёт персонажам «говорящие» имена.
Подобно философу Северину Боэцию, Томас Боэций проводит последние дни жизни в тюремном заключении, где пишет сочинения, связанные с христианством. Как и Северина, Томаса Боэция казнят. В имени Томас (другой вариант перевода — Фома) может быть прочтена аллюзия на апостола Фому: Томас Боэций гибнет за свой атеизм, считая себя Великим Неверующим.

## Работа над фильмом

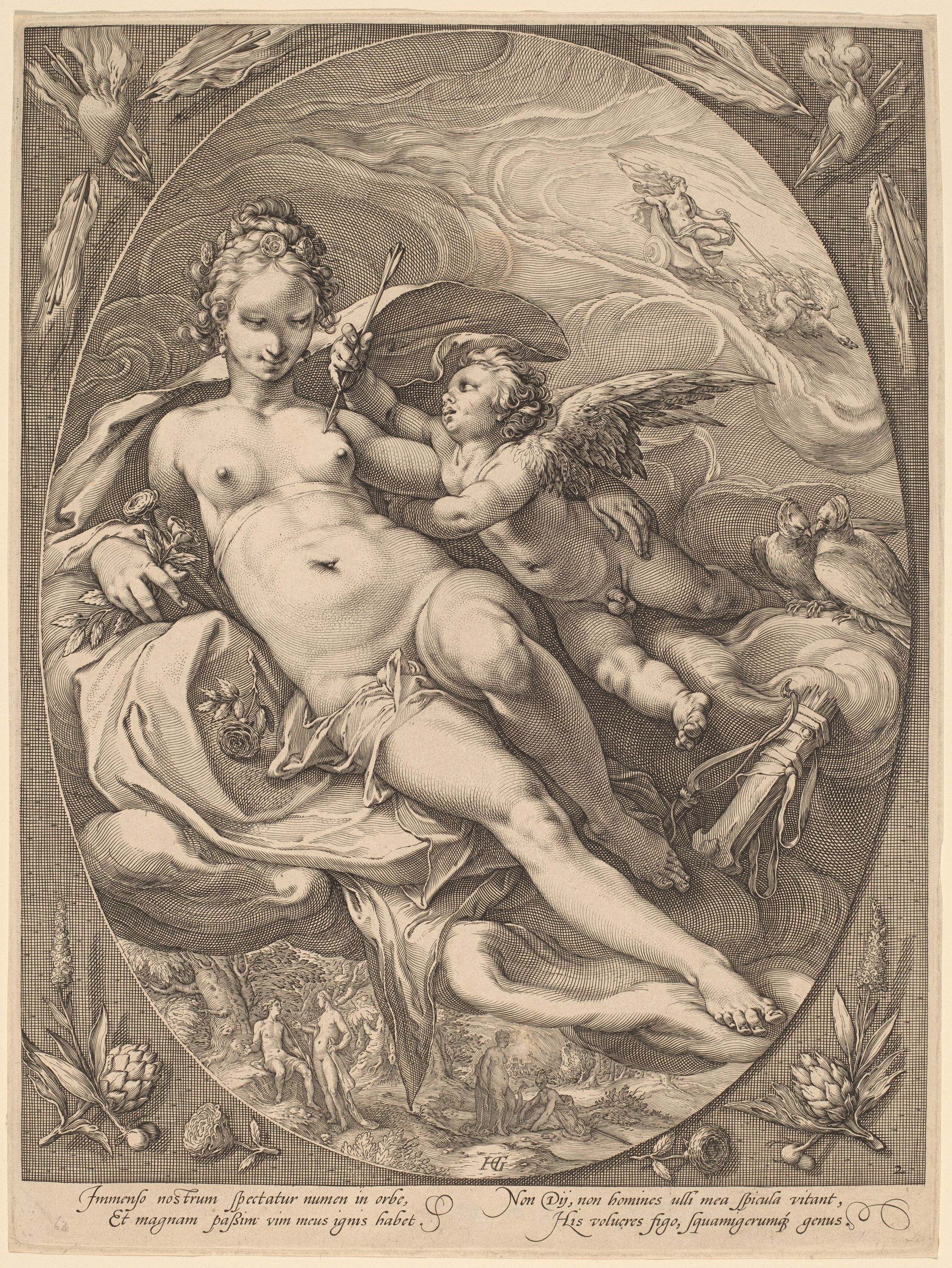
«Венера, сопровождаемая Эросом». Гравюра Яна Санредама по рисунку Хендрика Гольциуса.

Кадр из фильма «Книги Просперо»

Интерес к работам Гольциуса у Гринуэя возник давно. Так, в 1991 году Гринуэй использует его гравюры в фильме «Книги Просперо» в качестве иллюстраций «Книги любви» и сцены плавания Просперо и Миранды после изгнания из Милана.
В самом крупном и важнейшем проекте Гринуэя «Чемоданы Тульса Люпера» в эпизоде в замке Во-ле-Виконт персонажи Гюнтер Зелоти и Стефан Фигура принуждают Люпера украсть из замка эстампы работ Гольциуса и Бартоломеуса Спрангера. Рисунки становятся содержимым люперовского чемодана эротических гравюр, и потому проект «Гольциус и Пеликанья компания» можно считать развёрнутым описанием этого чемодана.
О желании снять фильм про Гольциуса Гринуэй говорил неоднократно. Например, в июне 2005 года на Московском кинофестивале Гринуэй дал интервью телеканалу «Россия», в котором также описал одну из идей, лёгших в основу фильма:

— Ваше отношение к эротике в кино. Где, по-вашему, проходит граница между эротикой и порнографией?

— Знаете, когда я был маленьким, моя бабушка прикрывала ножки рояля, считая непристойным оставлять их открытыми. Граница между приличным и неприличным постоянно перемещается. Много фильмов в истории кино балансировали на грани эротики и порнографии. Например, «Последнее танго в Париже» Бертолуччи, «Синий бархат» Линча. При всем отличии этих лент откровенные сцены в них были сняты с одной целью — шокировать публику. В этом смысле кино находится в постоянном сексуальном поиске. Такие темы надо рассматривать. Лично я не теряю надежды снять фильм об одном из предшественников Рембрандта — художнике Гольциусе, который в XVI веке очень интересовался порнографией.
Сперва Гринуэй называл этот проект «Гольциус и Спрангер», затем появилось название «Пеликанья компания», вскоре переделанное в «Гольциус и Пеликанья компания».
Время и место съёмок фильма переносились несколько раз. Решение о работе над фильмом было принято Гринуэем и его постоянным продюсером Кесом Касандером осенью 2007 года и съёмки должны были начаться весной 2008 года в Сан-Паулу. Новый проект заявлен как второй в гринуэевской серии «Голландские мастера». Автором музыки для фильма был выбран Марко Робино, лидер итальянского квинтета «Architorti», чьи произведения звучат в фильмах Гринуэя «Чемоданы Тульса Люпера», «Заселяя замки Венарии-Реале», «Рембрандт. Я обвиняю!», «Свадьба», работах «Брак в Кане Галилейской» и «„Тайная вечеря“ Леонардо».
В январе 2008-го в интервью журналу «Русский репортёр» Гринуэй даёт краткую и жёсткую характеристику будущему фильму:

— В моих планах также <…> порнографический фильм в Бразилии, основанный на драматизации эротических рассказов из Ветхого Завета.
— Это будет настоящее порно?

— Что такое порнография? Это повод и оправдание для мастурбации, не так ли? Я хочу сделать крайне эротичный или высокоэротичный фильм, используя все сегодняшние представления о сексе.
Но полномасштабная работа над проектом постоянно откладывалась, и Гринуэй занимался другими проектами. Тем не менее, в начале 2009 года был проведён первый кастинг актёров, в июне анонсирован выход сопутствующей фильму книги, а в прессе периодически появлялись сообщения о присоединении к проекту разных продюсерских компаний.

Обложка книги «Гольциус и Пеликанья компания»

30 ноября 2009 года французское издательство «Dis Voir» издаёт книгу «Гольциус и Пеликанья компания», которая содержит литературную обработку сценария будущего фильма вместе с рисунками Питера Гринуэя.
В мае 2010-го все прокатные права на фильм приобретает компания «Bankside Films». Выход фильма переносится на начало 2011 года. Летом в группу продюсеров фильма входит компания «Film Afrika» и съёмки решено проводить в Кейптауне. В октябре 2010-го к проекту присоединяется британская компания Сэма Тэйлора и Майка Дауни «Film and Music Entertainment», бюджет фильма вырастает до 2 миллионов €, съёмки переносятся на начало лета 2011 года, а выход фильма — на декабрь 2011-го. Затем «Film Afrika» покидает проект.
- Автор сценария и режиссёр — Питер Гринуэй
- Продюсеры — Кес Касандер, Катрин Дюссар, Майк Дауни, Сэм Тэйлор, Игорь Нола
- Оператор — Рейнир ван Брюммелен
- Художник-постановщик — Бен Зёйдвейк
- Костюмы — Бланка Будак, Маррит ван дер Бюргт
- Композитор — Марко Робино
- Звукорежиссёр — Мартен ван Гент
- Монтаж — Элмер Лёпен

В феврале 2011-го новым продюсером становится хорватская компания «MP Film», а Хорватское Загорье, в конце концов, стало местом съёмок фильма, за исключением нескольких сцен, которые Гринуэй намеревается снять в Роттердаме. Тогда же, в феврале, Гринуэй проводит в Лондоне новый кастинг.
Весной Гринуэй переключается на участие в другом проекте — подготовке к открытию утрехтского замка Амеронген. Вместе со своей женой Саскией Боддеке он снимает фильм, реконструирующий один день из жизни замка. Открытие замка проходит 1 июля. После этого Гринуэй отправляется в Италию, где проводит для «Гольциуса» кастинг недостающих актёров.
27 июля в Загребе начались съёмки, которые должны были продлиться шесть недель.
Первой съёмочной площадкой стала территория бывшего железнодорожного завода «Гредель» на задворках Загреба — место, по словам Гринуэя, неплохо передающее сюрреалистичность замка маркиза Эльзасского. Хорватский этап съёмок длился до середины августа. Следующие сцены были сняты во второй половине августа на территории большого плавательного бассейна недалеко от Брюсселя. Начало сентября Гринуэй проводит в Голландии с Рамси Насром, снимая монологи Гольциуса. Съёмки завершились приблизительно 11 сентября. Однако, в начале октября, в Антверпене, Гринуэй снял сцены с участием квинтета «Architorti».

Кадр из трейлера

18 октября Питер Гринуэй выложил на веб-сервисе «YouTube» тизер-трейлер фильма, примечательный тем, что в нём нет ни одной постановочной сцены, хотя за кадром слышна речь актёров. Трейлер состоит из рисунков Гринуэя, фотографий и репродукций классических картин.
Считалось, что премьера состоится в мае 2012-го на Каннском кинофестивале, но в программу фестиваля фильм включён не был. В интервью «The Hollywood Reporter» Гринуэй прокомментировал ситуацию с фильмом так:

Мы пока ещё не закончили работу над ним, нужно побольше времени. Понимаете, это моя проба пера в порнографии, а собрать денег на адекватное порно всегда сложно. Потом нужны первоклассные актеры — порнозвезды играть не умеют (смеется). Надо убедить хороших актеров вести себя крайне фривольно. Мы доделали саундтрек, и через три дня я лечу в Рим на постпродакшн. Мы хотим успеть к Венецианскому кинофестивалю, но пока неясно.
В конце августа фильм был включён в конкурсную программу Нидерландского кинофестиваля, проходящего в 2012 году в период с 26 сентября по 5 октября. Премьера состоялась 30 сентября 2012 года.
Права на прокат фильма в России были приобретены компанией «Синема Престиж». Российская премьера «Гольциуса» должна была состояться 23 мая 2013 года, но за две недели до старта прокат фильма был отложен. Представитель компании «Синема Престиж» Александра Терновская опровергла слухи о цензурных препятствиях и объявила о переносе проката на лето — осень 2013 года. В середине июня стало известно, что премьера фильма состоится 12 сентября.